# Darfurnica
Darfurnica er et 32 m2 stort maleri skabt af kunstneren Nadia Plesner i 2010. I værket er der afbildet flere internationale kendisser, såsom Paris Hilton, Barack Obama og George W. Bush. Centralt i maleriet fremstår en lille udsultet afrikansk dreng bærende på en hund og en modetaske. Afsløringen af Darfurnica frembragte stor interesse fra både den danske og den internationale medieverden, fra den danske kulturminister og fra det franske modehus Louis Vuitton. Darfurnica blev købt i 2011 af Herning Gymnasium for et ukendt beløb.

## Darfurnica og Guernica
Nadia Plesners store maleri er en moderne version af Picassos Guernica. Med maleriet ville Nadia Plesner gøre opmærksom på de frygtelige krigsforbrydelser og den humanitære situation i Darfur-konflikten i Sudan og omverdenens ligegyldighed med problematikken. Plesner mente endvidere, at medieverdenen fokuserede mere på kendisser end på humanitære katastrofer.

## Darfurnica og Louis Vuitton
Den franske modegigant Louis Vuitton følte sig provokeret af den lille afrikanske dreng med en Vuitton-taske. Modehuset stævnede den danske kunstner, da de mente, at de juridiske regler om logoprodukter var brudt. En hollandsk domstol idømte Plesner dagbøder a 37.000 kr, men i 2011 korrigerede den hollandske domstol sig selv og frikendte Nadia Plesner.

## Darfurnica og Herning Museum of Contemporary Art
På trods af de idømte dagbøder valgte Herning Museum of Contemporary Art at udstille Darfurnica, da de mente, at værket og retssagen var af principiel betydning for kunstens rolle i et demokratisk samfund og den kunstneriske ytringsfrihed.

## International anerkendelse
I 2011 fik Nadia Plesner tildelt The oXcars award for sit værk Darfurnica. Uddelingen fandt sted under den årlige The oXcars i Barcelona.